# Butsudan

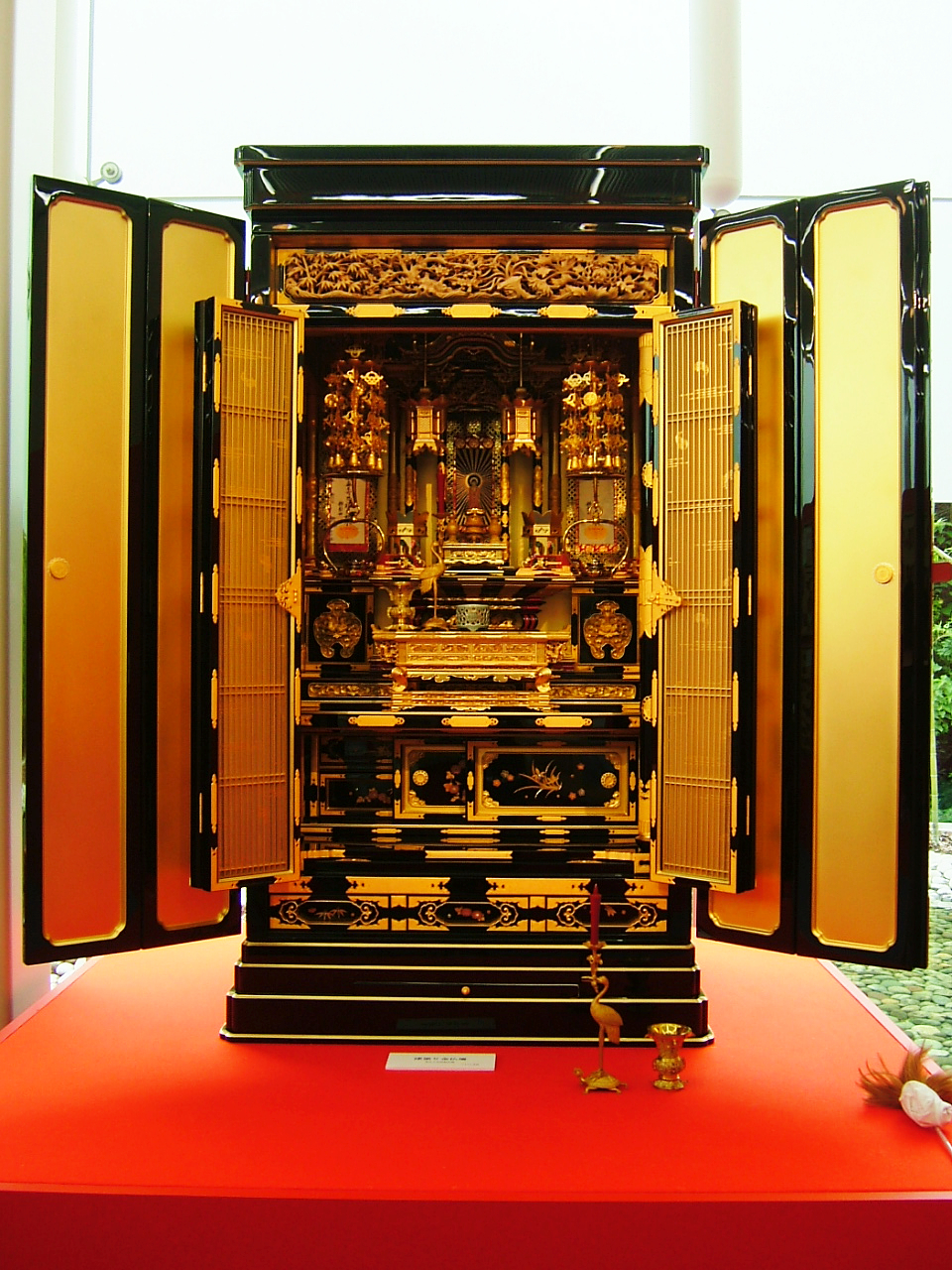
Um butsudan ornamentado com portas abertas exibindo um Buda Amida consagrado. Um Butsudan na tradição do Budismo Jodo Shinshu.

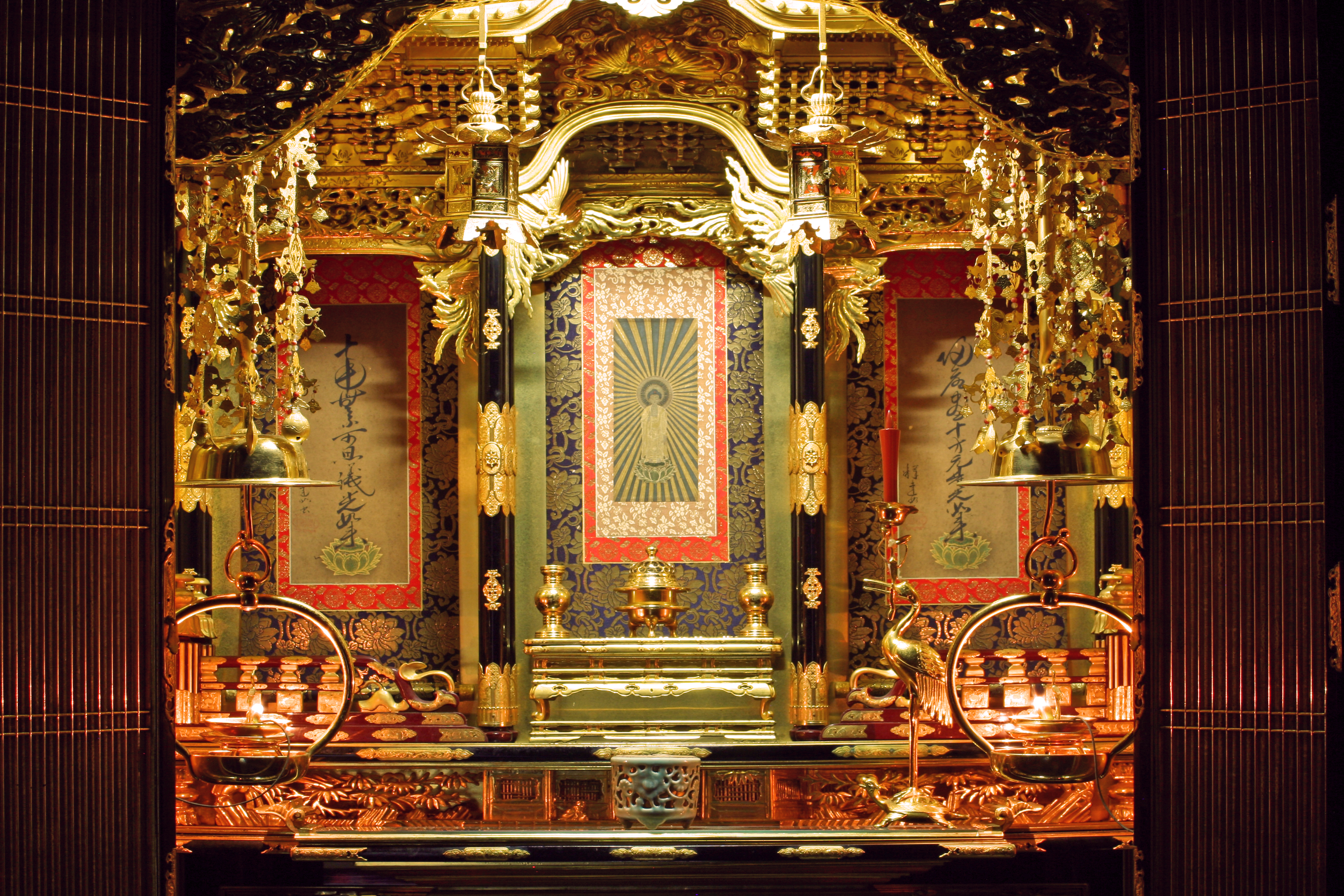
Vista aproximada do altar interno com o pergaminho pintado do Buda

Um Butsudan (仏壇, lit. "Altar budista"), às vezes escrito Butudan, é um santuário comumente encontrado em templos e casas nas culturas budistas japonesas.  Um Butsudan é uma plataforma definida, muitas vezes ornamentada, ou simplesmente um armário de madeira, às vezes feito com portas que cercam e protegem um Gohonzon ou ícone religioso, geralmente uma estátua ou pintura de Buda ou Bodhisattva, ou um pergaminho de mandala caligráfico.
O principal uso do Butsudan é prestar homenagem a Buda, bem como aos familiares que morreram.

## Arranjo

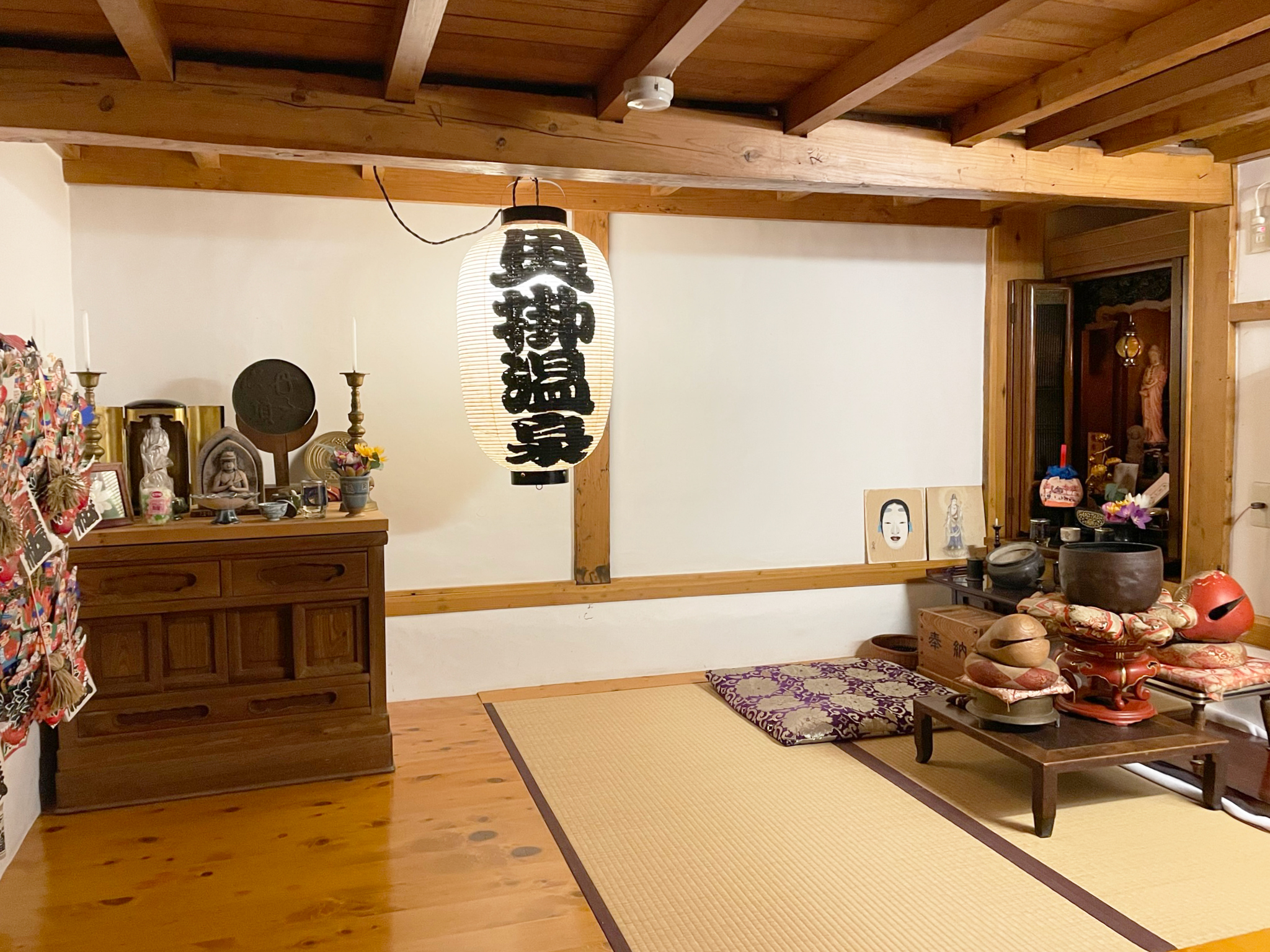
Sala do altar budista de KAIKAKE ONSEN, Yuzawa-machi, Prefeitura de Niigata, Japão.

Um Butsudan geralmente contém uma série de acessórios religiosos, chamados butsugu, como castiçais, queimadores de incenso, sinos e plataformas para colocar oferendas como frutas, chá ou arroz. Algumas seitas budistas colocam placas memoriais de ihai, registros de óbitos kakochō para parentes falecidos ou urnas contendo restos mortais cremados de parentes, dentro ou perto do butsudan. O espaço definido que ocupa o Butsudan é chamado de Butsuma. Se portas forem usadas, um Butsudan abriga o ícone Gohonzon durante as observâncias religiosas e é fechado após o uso. No caso de não haver portas, às vezes é colocado um pedaço de brocado ou pano branco sobre ele para tornar seu espaço sagrado. As crenças tradicionais japonesas consideram o Butsudan a casa do Buda, Bodhisattva, bem como de parentes falecidos nela consagrados. Em algumas seitas budistas, quando um Butsudan é substituído ou reparado pela família, segue-se uma cerimônia de reconsagrarão. 
A disposição e os tipos de itens dentro e ao redor do Butsudan podem variar dependendo da seita. Um Butsudan geralmente abriga um honzon, uma estátua ou pintura do Buda ou de uma divindade budista que reflete a escola que a família segue, embora pergaminhos bordados contendo um texto mântrico ou sútrico também sejam comuns. Outros itens auxiliares frequentemente encontrados perto do Butsudan incluem chá, água e comida (geralmente frutas ou arroz), um queimador de incenso, velas, flores, lâmpadas penduradas e sempre-vivas.  Um rin frequentemente acompanha o Butsudan, que pode ser tocado durante a liturgia ou recitação de orações. Membros de algumas seitas budistas colocam ihai ou tabuletas gravadas com os nomes de familiares falecidos dentro ou próximo ao Butsudan . Outras seitas budistas, como Jōdo Shinshū, geralmente não os possuem, mas podem, em vez disso, ter fotos dos falecidos colocadas perto do Butsudan .  O Butsudan é normalmente colocado em um armário maior onde são guardados importantes documentos e certificados familiares. 

## Relações sócio-espirituais

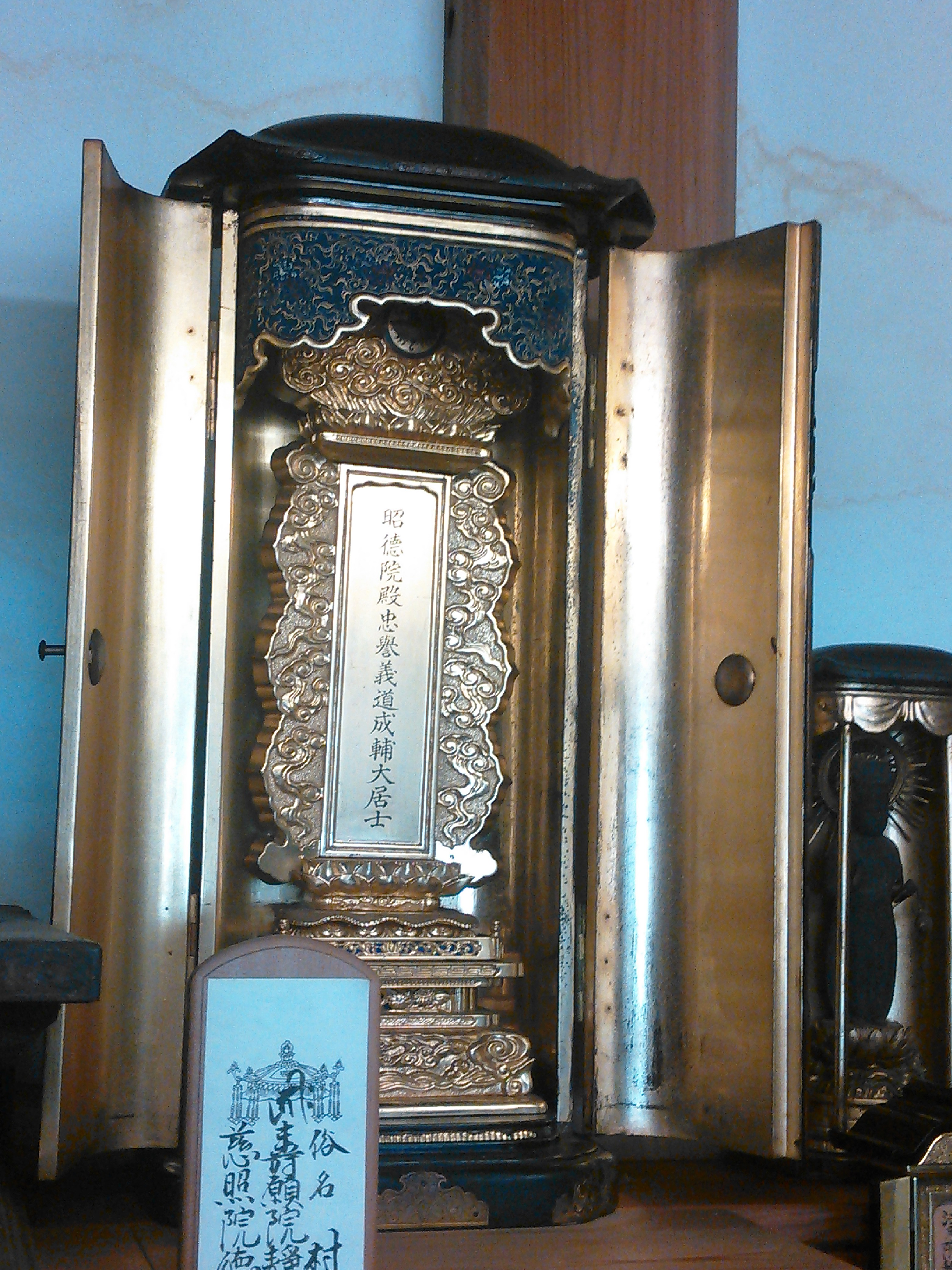
Uma tábua espiritual em um Butsudan

O Butsudan é comumente visto como uma parte essencial na vida de uma família tradicional japonesa, pois é o centro da fé espiritual dentro do lar, especialmente ao lidar com a morte de membros da família ou na reflexão sobre a vida dos ancestrais. Isto é especialmente verdadeiro em muitas comunidades rurais, onde é comum que mais de 90% dos lares possuam um Butsudan, em contraste com as áreas urbanas e suburbanas, onde a taxa de propriedade do Butsudan pode frequentemente cair abaixo dos 60%. 